# Everschop
Everschop (på ældre dansk Everskop eller Æverskop, egentlig Heverskab) eller Garding Herred var et herred i det sydlige Nordfrisland i Sydslesvig. Herredet omfattede geografisk den mellemliggende del af den nuværende halvø Ejdersted. Området blev i 700-tallet koloniseret af sydfra kommende frisere. Everschop var i middelalderen adskilt fra naboherreder ved større eller mindre havarme eller prile. Selve ordet er afledet af Heveren (der findes også formen Heverschop).
Everschop var en del af Skibherrederne eller Trelandene på den ejderstedske halvø. Trelandene omfattede ved siden af Everschop også Udholm (eller Holmbo Herred) og Tønning Herred (eller Ejdersted i snævrere forstand).
I herredet ligger følgende sogne:
- Follervig Sogn
- Garding Sogn
- Katrineherd Sogn
- Poppenbøl Sogn
- Tetenbøl Sogn
- Velt Sogn
- Ylvesbøl Sogn
- Østerhever Sogn